# هوهانس داوتیان
هُوْهانِس داوتیان (ارمنی: Հովհաննես Դավթյան؛ زاده ۲۵ نوامبر ۱۹۸۳ در گیومری) جودوکار مرد اهل ارمنستان است. وی نماینده ارمنستان در بازی‌های المپیک تابستانی ۲۰۱۶ در رشته جودو بوده‌است. داوتیان در مسابقات جهانی و قهرمانی اروپا در مجموع موفق به کسب دو مدال نقره و سه مدال برنز شده است.